# 범어사 금강반야바라밀경
범어사 금강반야바라밀경(梵魚寺 金剛般若波羅密經)은 부산광역시 금정구 청룡동 범어사에 있는, 조선 선조 3년에 만들어진 불경이다. 1999년 11월 19일 부산광역시의 유형문화재 제38호 금강반야바라밀경변상(金剛般若波羅密經變相)으로 지정되었다가, 2014년 10월 1일  범어사 금강반야바라밀경변상(梵魚寺 金剛般若波羅密經變相)으로 명칭이 변경되었다가, 2020년 4월 29일 현재의 명칭으로 변경되었다.

## 개요
『금강경』의 내용을 요약하여 그림으로 해설한 책으로, 선조 3년(1570) 안동 광흥사에서 간행한 것이다. '금강경'은 금강반야바라밀경을 줄여서 부르는 것으로, 우리나라에서는 조계종의 근본경전으로 『반야심경』 다음으로 가장 많이 읽히는 불교경전이다.
변상도는 경전 속에 삽화 형식으로 배치되거나 책머리에 배치되는 두 가지 형식이 있는데 고려시대에는 삽화 형식으로, 조선시대에는 책머리에 붙여 두는 것이 일반적이었다.
이 책은 상단에는 그림, 하단에는 경문이 있는 상하 2단으로 구성되어 있어 조선 전기까지는 삽화 형식의『금강경』이 간행되었음을 알 수 있다.
전체 77종의 그림이 실려 있어,『금강경』의 이해는 물론 조선 전기의 회화 연구에 귀중한 자료이다.

## 참고 문헌
- 범어사 금강반야바라밀경 - 국가유산청 국가유산포털